# Ірландський астрономічний тракт
Ірландський астрономічний трактат (англ. Irish Astronomical Tract) — ірландський текст, створений у першій половині XIV століття. Він написаний ранньосучасною ірландською мовою й заснований на латинському перекладі арабської праці «De Scientia Motus Orbis» Машааллаха ібн Атарі (бл. 740—815 рр. н. е.). З 40 розділів «Ірландського астрономічного трактату» 27 відповідають розділам Машааллааха, а решта — різним класичним авторам.
Ім'я автора та місце створення невідомі. Працю датують за згадкою про використання окулярів.

## Рукописи
- Stowe, B II 1; Royal Irish Academy, Dublin. Electronically available, with cataloguing information, on the ISOS Project (http://www.isos.dcu.ie).
- Z 2. 2. 1. (olim V. 3. 1. 38); Marsh's Library, Dublin.
- 23 °F 13; Royal Irish Academy, Dublin.
- British Library L 3. B. 32 (transcript of 'De Scientia Motus Orbis').

## Видання
- J. J. O'Farrelly, Irish Cosmographical Tract: Transcription of the Irish Text with contractions retained [From Stowe B II 1]. Unpublished handwritten manuscript, MS 3A7, 852, Royal Irish Academy Library, 1893.
- J. J. O'Farrelly, Irish Cosmographical Tract Transcription of the Irish Text, with contractions in Irish extended with reference to Marsh copy and to RIA copy 2. Unpublished handwritten manuscript, MS 3A10, 855, Royal Irish Academy Library, 1893.
- J. E. Gore, 'An Irish Astronomical Tract', in: 'Knowledge & Scientific News'; February, 1909.
- Maura Power, Chapters 8, 39, and a portion of chapter 9, with another small fragment of the text, were published with the same English translation of the 1914 edition in Celtia, a pan-Celtic monthly magazine, 11 (London, The Celtic Association) 54–6; 90–92; 101–03.
- Tomás Ó Concheanainn, The Scribe of the Irish Astronomical Tract in the Royal Irish Academy, B II 1, Celtica 11 (1976) 158–67.
- Bartholomei Anglici, De proprietatibus rerum liber octavus, Leagan Gaeilge ó thús na 15ú aoise. Ed. by Gearóid Mac Niocaill, Celtica 8 (1968) 201–42; 9 (1971) 266—315.
- An Irish Corpus Astronomiae (being Manus O'Donnell's seventeenth century version of the Lunario of Geronymo Cortès), ed. by F. W. O'Connell and R. M. Henry, London 1915.
- John A. Williams, The Irish Astronomical Tract: a case study of scientific terminology in 14th century Irish, M.Phil. Thesis, University of Sydney, 2002. Contains a revised translation. Electronically available at: http://hdl.handle.net/2123/515